# Bega Begum
Bega Begum (1511 – 17 Tháng 1, 1582) là Hoàng hậu Mogul với danh phận chính thất của Hoàng đế Humayun. Bega còn được biết đến như Haji Begum sau cuộc hành hương đến Mecca.
Bà là người khởi xướng nên truyền thống xây dựng lăng tẩm tượng đài tưởng niệm các vị vua triều Mogul khi cho xây dựng lăng mộ của chồng bà vào cuối thế kỷ 16, Lăng mộ Humayun tại Delhi. Lăng mộ tưởng niệm khổng lồ này có thể được xem là một kiệt tác kiến trúc có ảnh hưởng đến công trình Taj Mahal sau này, một đỉnh cao của kiến trúc Mogul.

## Cuộc sống ban đầu và hôn nhân
Bega Begum là con gái của Yadgar Beg Taghai, cậu của Humayun. Bà còn là một người khôn ngoan, được giáo dục tốt và có kiến thức sâu rộng về y học.
Bega  kết hôn với người anh em họ cô cậu là Hoàng Tử Humayun vào năm 1527. Cuộc hôn nhân đã diễn ra trong khi Humayun còn là Phó vương Badakshan. Tháng 11, 1528 bà hạ sinh Al-andrei Sacha, đứa con đầu lòng của bà với Humayun. Tuy nhiên, đứa bé mất không lâu sau đó khi còn rất nhỏ.

## Hoàng hậu
Tháng 12, 1530 cha chồng bà Hoàng Đế Babur băng hà, Humayun lên ngôi ở tuổi 23, và bà trở thành hoàng hậu ở tuổi 19.
Năm 1531, hoàng hậu rời Kabul đến Agra, nơi mà bà thông báo rằng mình có thai thêm lần hai và hạ sinh ra một công chúa mang tên Aqiqa Sultan Begum. 1539, Bega cùng chồng đến Chausa, Bengal, nơi mà sau này bà bị Sher Shah Suri bắt làm tù nhân, sau một cuộc tấn công bất ngờ nhằm vào lãnh thổ Mogul bởi quân đội của Sher Shah.
Sáng ngày 26 tháng sáu 1539, Humayun biết việc bà bị giam cầm, ngay lập tức ông phóng trên một con ngựa cùng với bốn nhà quý tộc, Tardi Beg, Baba Beg, Koch Beg,MrBachka Bahadur. Nỗ lực để cứu hoàng hậu, họ đã cố gắng để chiến đấu.
Trong khi bị giam cầm, hoàng hậu đã được đối xử sự vô cùng lịch sự.

### Goá phụ
Khi Humayun băng năm 1556, Bega  vô cùng đau buồn và dành cả cuộc đời còn lại của bà để xây dựng một lăng mộ lớn và tráng lệ nhất đế chế, ở gần Sông Yamuna, Delhi để tưởng niệm tiên hoàng.
Năm 1564, Bega Begum tiến hành một cuộc hành hương đến Mecca và Medina cùng với chị chồng bà, Gulbadan Begum, nhưng trước khi đi, bà đã sắp xếp cho việc xây dựng của lăng mộ bằng chính tiền của bà. 1567, Bà quay trở về sau cuộc hành hương, sau đó bà sống ẩn dật tai Delhi và giám sát các dự án.
Bega Begum cũng có quan tâm đến vấn đề giáo dục và vì vậy, bà cho xây một madrasa gần lăng mộ.

## Cái chết

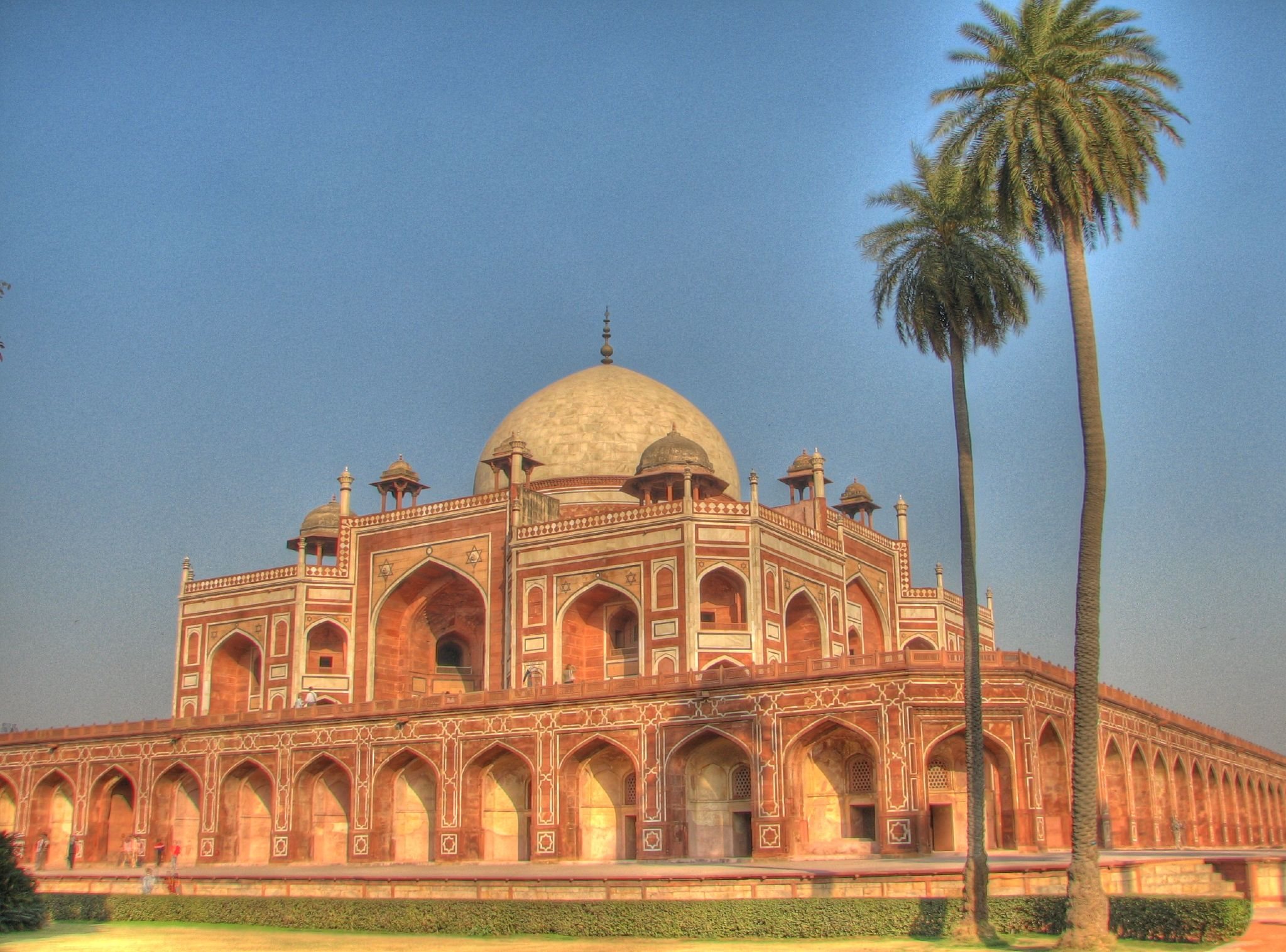
Lăng mộ Humayun tại Delhi, nơi tưởng niệm Hoàng đế Humayun và sau này cũng là nơi chôn cất bà.

Bega Begum mất năm 1582 và được để tang bởi người con chồng Akbar, người rất yêu thương và xem bà như người mẹ thứ hai của mình. Akbar cũng đã hộ tống quan tài của bà đến Lăng mộ Humayun để chôn cất bà.